# 별무리 텔레패스
《별무리 텔레패스》(일본어: 星屑テレパス 호시쿠즈 데레파스[*])는 오쿠마 라스코가 지은 일본의 네 컷 만화다. 《망가 타임 키라라》(호분샤)에서 2019년 6월호(5월 9일 발매)부터 7월호의 게스트 게재를 거쳐, 다음 8월호부터 연재를 개시했다.
내성적이고 낯을 가리는 여자아이와 자칭 우주인 여자아이, 그리고 그 주위에 모여든 동료들이 우주로 향하기 위한 로켓을 만들어 가는 과정에서 성장해 나가는 '백합'과 '우주'를 넘나드는 청춘 스토리다.
이 만화는 '드라마'(장르로서가 아닌 내용으로서)색이 강하고 익살 요소는 적다. 컷의 곳곳에 그려져 있는 별의 장식이나, 캐릭터의 시적인 대사 돌리기 등에 의해 환상적인 인상을 주는 한편, 가상 언어 '우주어' 등과 같은 SF 요소, 모델 로켓의 제작·해설 등과 같은 전문 지식 요소가 들어가 있어 이것들이 이 만화의 독특한 개성을 보여준다.
일본 국내에서의 민간에 의한 인공위성 발사 성공으로부터 3년 후가 본작의 무대가 되었다.
'다음에 올 만화 대상 2021' 코믹스 부문에 노미네이트되었다.

## 줄거리
후지노미사키 고등학교 1학년 코노호시 우미카는, 타인과 잘 커뮤니케이션을 할 수 없는 자신의 성격에 콤플렉스를 가지고 있어, 더 이상 지구상에서는 자신이 이해되지 않는다, 그렇다면 우주에 가서 있을 곳을 찾을려고 생각하고 있었다. 그런 어느 날, 우미카는 스스로를 우주인이라고 자칭하는 수수께끼의 신입생 아케우치 유우와 만난다. 우주로 가고 싶은 우미카와 우주로 돌아가고 싶은 유우는 자신들의 손으로 로켓을 제작하는 것을 목표로 한다. 그 후, 부학급 위원장 타카라기 하루노, 등교거부 기미의 메카닉 라이몬 마타타키와 함께 로켓 연구 동호회를 결성해, 그들의 꿈은 조금씩 우주로 다가간다.

## 등장인물

### 후지노미사키 고등학교
코노호시 우미카(小ノ星 海果)
성우 - 후나토 유리에
배우 - 사토 아이리
본작의 주인공. 머리는 청보라색으로 곱슬머리로 부스스한 롱 헤어다. 생일은 1월 22일. 키는 151cm. 몸무게는 비밀. 취미는 SF나 미스터리 등 소설을 읽는 것이다. 특기는 수영. 좋아하는 것은 우주인. 좋아하는 음식은 미트소스 스파게티. 자신있는 교과는 현대문이나 고문과 같은 국어 계통이다. 기계치라 컴퓨터로 조사하고 있을 때도 PDF를 모르고, 화약을 잘 못 다루는 것도 합처져 모델 로켓의 발사 실패가 멤버 내에서도 많기도 한다. 극도의 낯가림증으로 사람과 말을 잘 못해 지구에 거처가 없다고 생각해, 우주에 나와 자신의 말이나 생각이 닿는 세계를 찾고 싶었다. 유우와 만난 것으로 자신들의 로켓으로 우주를 목표로 하게 되었다.
낯을 많이 가리기 때문에 커뮤니케이션에 어려움이 있지만, 목표로 하는 것에 대해서는 남달리 열심히 임하는 면이 있어 매우 공부에 열심이다. 본격적으로 우주에 가는 것을 목표로 하게 된 이후 지식과 기술 부족에 시달리면서도 독학으로 로켓 공부를 하고 있다. 유우와 친해지면서도 낯가림으로 낯을 가리면서도 사람에게 얼굴을 내밀기는 하지만, 유우나 하루노에 의한 서포트나 로켓 발사의 성공 체험에 의해 자신감이 더해지고 있다.
아케우치 유우(明内 ユウ)
성우 - 후카가와 세리아
배우 - 이토 모모카
자칭 우주인. 머리카락은 자줏빛 핑크로 양쪽을 번으로 한 두 묶음. 텔레파시의 능력을 가지고 있으며, 그것을 이마파시(おでこぱしー)라고 칭해 자신과 대상의 이마를 맞추는 것으로 서로의 사고를 읽을 수 있다.
초인적인 신체 능력을 가지고, 지나치게 낙관적이고 밝은 성격이며 내성적인 우미카의 마음의 불안과 긴장을 순식간에 풀어줄 정도. 반면 꾸준한 노력이나 공부를 싫어하는 경향이 있어, 수업 때는 말을 빨리 하면서 자기도 한다. 알지 얼마 안된 클래스메이트와도 순식간에 털어놓을 정도의 타고난 밝음와 행동력으로 우미카를 이끄는 동시에 주위를 휘둘리게 하는 것도 자주 있다.
우주선 고장으로 지구에 불시착해 정신을 차리고 보니 기억상실 상태로 고등학교 학생수첩을 쥔 채 폐등대에 있었던 모양이다.우주어로 쓰여진 일지를 소지하고 있어 현시점에서 유일한 기억에 관한 단서가 되었다. 현재는 자신이 깨어난 폐등대를 기지라고 부르고 있다.
타카라기 하루노(宝木 遥乃)
성우 - 나가무타 모에
배우 - 오오모리 마호
우미카의 반의 부학급 위원장이다. 베이지 숏컷으로 머리띠를 두르고 있다. 거유. 밝고 사교적인 성격으로 우미카의 옆 자리에 앉는다. 비교적 소녀 취미적인 일면이 있는 로맨티스트이며, 텐션이 오르면 연극같은 대사를 말한다.
성실하고 타인에 대한 배려가 깊다. 긴장하고 말을 잘 할 수 없는 우미카에게도 부담없이 말을 걸거나 유우가 우주인이라고 해도 의문을 품지 않고, 등교하지 않는 마타타키를 위해 집에 노트나 프린트를 가져가는 등, 누구에게도 상냥하고 공평하게 대한다.
우주를 목표로 로켓을 만드는 우미카와 유우의 목표에도 호의적이며 '이마파시'에 대해서도 거부감을 보이지 않을 정도로 호기심이 많다. 한편으로 의외로 대담한 성격이기도 하고, 마타타키의 오토바이로 2인승으로 등교하거나, 마타타키와 함께 악의 놀이에 흥을 돋우는 면도 있다. 자신이 마음에 드는 장소로 삼고 있는 폐등대에서 우미카와 유우를 본 것을 묻는 것을 계기로 그녀들의 동료가 되었다.
라이몬 마타타키(雷門 瞬)
성우 - 아오키 시키
배우 - 야마자키 소라
우미카의 클래스메이트. 4월 9일생. 오렌지 머리카락의 트윈 테일로 큰 고글을 쓰고 있다. 퉁명스럽고 가냘픈 성격. 이야기를 시작할 때는 '흥미가 있는 것만 하는 주의'라고 칭하며 등교거부 상태였다. 고등학생으로 로봇 제작을 할 정도의 우수한 메카닉이지만 항상 사람을 멀리하는 공격적이고 독불장군적인 면이 강했다.
우미카와의 물로켓 승부에서, 물과 압축 공기 사용한 일반적인 물로켓을 사용한 우미카네에게 화약(고체 연료)을 동력원으로 한 모델 로켓에 페트병을 붙인 기체를 사용하여 승리한다. 고교생으로서 모델 로켓의 3급 라이센스와 함께 지도 강사 라이센스를 소지하고 있고, 우미카네의 모델 로켓의 라이센스 취득을 돕는다.
에미하라 아카네(笑原 茜)
성우 - 타카모리 나츠미
배우 - 쿠도 아야노
우미카의 반의 담임 겸 로켓 연구 동호회 고문. 담당 교과는 현대문. 학교에 있을 때는 머리를 신뇽으로 묶고, 저지 차림으로 교단에 선다.
입학하자마자 학급 오리엔테이션에서 태그식 보물찾기 게임을 연례로 실시하거나 숙박체험학습에서는 그룹 내 발표 워크숍을 하는 등 학급 운영에서는 학급 내 소통을 활발히 하려는 면이 눈에 띈다.
카가미 사야(鏡 紗也)
성우 - 오노 유코
배우 - 쿠도 카스미
우미카의 반의 학급 위원장. 숙박 체험 학습에서 우미카와 유우의 반의 반장이기도 했다. 우미카네의 활동에도 관심이 있어, 에미하라 선생님이나 하루노에게 로켓 페스타의 사진이나 동영상을 보여주었다.

### 타츠오카 과학기술 고등학교
아키즈키 케이(秋月 彗)
성우 - 시라스 사호
배우 - 호테이 모카
2학년으로 우주연구개발부 부장이다. 롱 헤어로 안경을 쓰고 있다. 첫 등장은 폐기 예정인 페트병을 우미노네에게 양보하는 한 장면만으로 이름은 밝혀지지 않았다. 나중에 모델 로켓 축제에서 우미노네와 재회해 대형 모델 로켓 발사 이벤트에서 대표자로서 단상에 서서, 거기서 모델 로켓 선수권의 전회 대회 우승 학교의 부장인 것이 밝혀진다.
테루야 네온(照屋 音々)
성우 - 카와이다 나츠미
배우 - 쿠라노오 나루미
2학년 부원.
유구모 미치루(夕雲 みちる)
성우 - 이토 미쿠
배우 - 야마우치 미즈키
1학년 부원.

### 그 외의 등장인물
코노호시 호나미(小ノ星 穂波)
성우 - 요우미야 히나
배우 - 카야모토 리리카
우미카의 여동생. 언니인 우미카에게는 "호나"라고 불리고 있다. 언니와는 대조적으로 쿨하고 무미건조한 성격. 망상벽이 있는 언니를 냉랭하게 바라보는 부분도 있지만, 이래저래 보살피고 있다.
타카라기 아키카즈(宝木 明一)
성우 - 하마다 켄지
배우 - 아사노 카즈유키
하루노의 할아버지. 유우가 있는 폐등대의 전 관리인. 폐지 후의 등대를 이런 시절의 하루노와의 놀이터로 하고 있었다.

## 서지 정보
- 오쿠마 라스코 《별무리 텔레패스》, 호분샤 〈망가 타임 KR 코믹스〉[14]
  1. 2020년 8월 11일 초판 제1쇄 발행(같은 해 7월 27일 발매[1]), ISBN 978-4-8322-7205-7
  2. 2021년 10월 12일 초판 제1쇄 발행(같은 해 9월 27일 발매[15]), ISBN 978-4-8322-7308-5
  3. 2022년 11월 11일 초판 제1쇄 발행(같은 해 10월 27일 발매), ISBN 978-4-8322-7409-9
  4. 2023년 10월 12일 초판 제1쇄 발행(같은 해 9월 27일 발매), ISBN 978-4-8322-7486-0

## TV 애니메이션
2022년 10월 6일에 텔레비전 애니메이션화가 발표되었다. 2023년 10월부터 12월까지 방송되었다. 캐치 카피는 '전해지기를, 내 마음이. 전해지기를, 우주(너)에게.'(届け、私の想い。届け、宇宙（あなた）に。).

### 스태프
- 원작 - 오쿠마 라스코(大熊らすこ)[17]
- 감독 - 카오리(かおり)[17]
- 시리즈 구성 - 타카하시 나츠코(高橋ナツコ), 카오리[17]
- 애니메이션 캐릭터 디자인·총작화 감독 - 사카이 타카히로(酒井孝裕)[17]
- 서브 캐릭터 디자인 - 타나카 츠바사(田中翼)
- 색채 설계 - 우타가와 리츠코(歌川律子)
- 미술 감독 - 네기시 다이스케(根岸大輔)
- 미술 설정 - 타키구치 카츠히사(滝口勝久)
- 3D 감독 - 우스이 슌사쿠(薄井俊作)
- 촬영 감독 - 치바 다이스케(千葉大輔)
- 편집 - 타케미야 무츠미(武宮むつみ)
- 음향 감독 - 나야 료스케(納谷僚介)
- 음향 효과 - 와다 토시야(和田俊也)
- 음악 - sakai asuka
- 음악 제작 - 일본 컬럼비아
- 프로듀서 - 콘도 치아키(近藤千昭), 후카오 사토시(深尾聡志), 와다 슌스케(和田俊輔), 이소가이 노리토모(磯谷徳知), 쿠보타 아키라(久保田 暁), 소토카와 아키히로(外川明宏), 아오키 타카오(青木隆夫), 오자와 후미히로(小澤文啓), 미야자키 에리카(宮﨑恵利加)
- 애니메이션 프로듀서 - 와시자키 켄타(鷲崎健太)
- 애니메이션 제작 - 스튜디오 고쿠미[17]
- 제작 - 별무리 텔레패스 제작위원회(일본 컬럼비아, 호분샤, 하쿠호도 DY 뮤직&픽처스, 아스믹 에이스, AT-X, BS닛폰, 무빅, STUDIO MAUSU, 스튜디오 고쿠미, KLOCKWORX, 산 블라스 애니메이션)

### 주제가
점과 선(点と線)
이토 미쿠에 의한 오프닝 테마. / 작사 - 와타나베 시오 / 작곡·편곡 - 사카베 고
천체도(天体図)
산도리온에 의한 엔딩 테마. / 작사 - 야기누마 카나 / 작곡 - 야기누마 카나, PC 음악 클럽, phritz / 편곡 - PC 음악 클럽, phritz
spektro(제9화, 제12화)
아케우치 유우(CV: 후카가와 세리아)에 의한 삽입곡. / 작사 - 오쿠마 라스코, 나카사토 아유무 / 작곡 - sakai asuka
엔딩 크레딧에서 곡명은 우주어로 표기되었다.

### 에피소드 목록
| 화수   | 제목                                                        | 각본            | 그림 콘티              | 연출                 | 작화 감독 | 총작화 감독     | 방송일          |
| ------ | ----------------------------------------------------------- | --------------- | ---------------------- | -------------------- | --- | --------------- | --------------- |
| 제1화  | 彗星エンカウント 혜성 인카운터                              | 타카하시 나츠코 | 카오리                 | 카오리               | 사카이 타카히로 | -               | 2023년 10월 9일 |
| 제2화  | 夕焼ロケット 저녁놀 로켓                                    | 타카하시 나츠코 | 카오리 하마사키 토오루 | 하마사키 토오루      | 코스게 히로시 | 사카이 타카히로 | 10월 16일       |
| 제3화  | 爆薬メカニック 폭약 메카닉                                  | 린린            | 우에다 신이치로        | 우에다 신이치로      | 나가야마 메구미 타카무라 료타로 마사키 유타 무카이가와라 아키라                                                             | -               | 10월 23일       |
| 제4화  | 決戦シーサイド 결전 씨사이드                                | 린린            | 시미즈 사토시          | 사사키 타츠야        | 타나카 츠바사 코스게 히로시 오오하라 히로시 사코에 사라                                                                     | 사카이 타카히로 | 10월 30일       |
| 제5화  | 無限ドリーマー 무한 드리머                                  | 야마다 카나     | 카오리                 | 아와이 시게노리      | 코스게 히로시 마사키 유타 무카이가와라 아키라                                                                               | 사카이 타카히로 | 11월 6일        |
| 제6화  | 乾杯イニシエーション 건배 이니시에이션                      | 타카하시 나츠코 | 요시다 타이조          | 코레모토 아키라      | 히라타 카츠조 타카무라 료타로 타나카 츠바사 나가야마 메구미 아다치 유스케                                                   | 사카이 타카히로 | 11월 13일       |
| 제7화  | 大胆リーダーシップ 대담 리더쉽                              | 타카하시 나츠코 | 노부타 유우            | 하마사키 토오루      | 사카이 타카히로 타나카 츠바사 타카무라 료타로 무카이가와라 아키라 아다치 유스케 reboot                                      | 사카이 타카히로 | 11월 20일       |
| 제8화  | 出陣ウルトラハイパワードリィーム 출진 울트라 하이 파워 드림 | 타카하시 나츠코 | 호리 코지              | 하마다 쇼타          | 사카이 타카히로 코스게 히로시 나가야마 메구미 마사키 유타 스튜디오 그램                                                     | 사카이 타카히로 | 11월 27일       |
| 제9화  | 惑星グラビティ 행성 그래비티                                | 타카하시 나츠코 | 코지마 마사유키        | 게시 타카히로 카오리 | 호리사와 사토시 타나카 츠바사 타카무라 료타로 히라타 카츠조 카무라 유이치로 나가야마 메구미 코스게 히로시 오오타케 아키히로 | 사카이 타카히로 | 12월 4일        |
| 제10화 | 泣虫リスタート 울보 리스타트                                | 타카하시 나츠코 | 오오시마 히로유키      | 하마사키 토오루      | 사카이 타카히로 호리사와 사토시 오오타케 아키히로 요코마츠 유마 나카지마 다이치 reboot 글렌                                 | 사카이 타카히로 | 12월 11일       |
| 제11화 | 再戦シーサイド 재대결 씨사이드                              | 타카하시 나츠코 | 하마다 쇼타            | 스즈키 마사히코      | 사카이 타카히로 타나카 츠바사 타카무라 료타로 히라타 카츠조 사코에 사라 reboot                                              | 사카이 타카히로 | 12월 18일       |
| 제12화 | 星屑テレパス 별무리 텔레패스                                | 타카하시 나츠코 | 카오리                 | 카오리               | 마사키 유타 오오타케 아키히로 타나카 츠바사 코스게 히로시 나가야마 메구미 타카무라 료타로 호리사와 사토시                   | 사카이 타카히로 | 12월 25일       |

## TV 드라마
2024년 6월 26일(25일 심야)부터 8월 28일(27일 심야)까지 TV 도쿄의 드라마 튜즈!에서 방송되었다.

### 스태프
- 원작 - 오쿠마 라스코
- 각본 - 스기오카 토모야
- 감독 - 야스무라 에미, 스기오카 토모야
- 음악 - 타테노 노부히로
- 주제가 - AKB48 〈ピンと来た〉
- 프로듀서 - 나카무라 시노(TV 도쿄), 시바하라 유이치(Dub)
- 제작 - TV 도쿄, Dub

### 에피소드 목록
| 화수   | 방송일   | 제목                             | 감독            |
| ------ | -------- | -------------------------------- | --------------- |
| 제1화  | 6월 26일 | 運命の出逢い                     | 야스무라 에미   |
| 제2화  | 7월 03일 | 意地と浪漫                       | 야스무라 에미   |
| 제3화  | 7월 10일 | 自分の居場所                     | 야스무라 에미   |
| 제4화  | 7월 17일 | 夢への誓い                       | 야스무라 에미   |
| 제5화  | 7월 24일 | すれ違う声                       | 야스무라 에미   |
| 제6화  | 7월 31일 | 涙の行先                         | 야스무라 에미   |
| 제7화  | 8월 07일 | 過去との決別                     | 스기오카 토모야 |
| 제8화  | 8월 14일 | 最後の決闘                       | 스기오카 토모야 |
| 제9화  | 8월 21일 | 逆さまの気持ち                   | 야스무라 에미   |
| 최종회 | 8월 28일 | この願い、宇宙（あなた）へ届け。 | 스기오카 토모야 |

### 내용주
1. ↑  제2권의 멜론북스 특전 리플렛에 의하면, 그날의 기합에 따라 조금 변하는 것 같아, 프로필상의 151cm는 어디까지나 최고 기록.
2. ↑  그러나, 고교생에 들어가 유우와 만나고 이후는 공학 책도 읽게 되었다.
3. ↑   제2권의 멜론 북스 특전 리플릿에는, 우주인 상품을 사는 모습을 여동생의 호나미에 꼼짝 못하는 모습이 묘사되었다.
4. ↑  다른 멤버들이 한두번에 성공했는데 우미카는 10번째에 마침내 성공했다.
5. ↑  중학교 2학년 때부터 등교거부로 고등학교에 들어와서도 그 상태가 지속되었다.
6. ↑  풀네임은 애니메이션 제1화에서 밝혀졌다.

### 참조주
1. 1 2  “おでこ合わせれば気持ち伝わる、おでこぱしー4コマ「星屑テレパス」1巻”. 《코믹 나탈리》. 나타샤. 2020년 7월 27일. 2020년 9월 14일에 확인함.
2. ↑  “2019年6月号”. 《망가 타임 키라라 Web》. 호분샤. 2022년 10월 6일에 원본 문서에서 보존된 문서. 2023년 2월 9일에 확인함.
3. ↑  “2019年8月号”. 《망가 타임 키라라 Web》. 호분샤. 2022년 10월 6일에 원본 문서에서 보존된 문서. 2023년 2월 9일에 확인함.
4. ↑  “별무리 텔레패스”. 《호분샤》. 2020년 7월 27일. 2020년 9월 14일에 확인함.
5. ↑  단행본 제1권, 55쪽.
6. ↑  “結果発表 - 次にくるマンガ大賞 2021”. KADOKAWA. 2021년 10월 31일에 원본 문서에서 보존된 문서. 2021년 10월 3일에 확인함.
7. 1 2  “アニメ「星屑テレパス」小ノ星海果役に船戸ゆり絵、明内ユウ役は深川芹亜”. 《코믹 나탈리》 (나타샤). 2023년 3월 9일. 2023년 3월 9일에 확인함.
8. ↑  大熊らすこ [rasuko_okuma] (2023년 1월 22일). “小ノ星海果さん、お誕生日おめでとう！” (트윗). 2023년 1월 22일에 확인함.
9. 1 2 3  단행본 제1권, 24쪽.
10. 1 2 3  “『星屑テレパス』追加声優に永牟田萌さん・青木志貴さん、コメント公開！ ティザーPV＆新場面カットも解禁”. 《애니메이트 타임즈》. 애니메이트. 2023년 6월 9일. 2023년 6월 9일에 확인함.
11. ↑  단행본 제1권, 37쪽.
12. ↑  망가 타임 키라라 2023년 2월호, 6쪽.
13. 1 2  “『星屑テレパス』追加声優に高森奈津美さん・羊宮妃那さん、コメントも到着！”. 《애니메이트 타임즈》. 애니메이트. 2023년 7월 7일. 2023년 7월 7일에 확인함.
14. ↑  “星屑テレパス”. 芳文社. 2023년 9월 27일에 확인함.
15. ↑  “百合と宇宙の青春ストーリー「星屑テレパス」2巻、複製原画展や店舗限定特典も”. 《コミックナタリー》. ナターシャ. 2021년 9월 27일. 2023년 6월 9일에 확인함.
16. ↑  “きらら作品「星屑テレパス」TVアニメ化、“百合”と“宇宙”の青春ストーリー”. 《코믹 나탈리》 (나타샤). 2022년 10월 6일. 2022년 10월 6일에 확인함.
17. 1 2 3 4 5 6  “アニメ「星屑テレパス」2023年放送！監督にかおり、制作はStudio五組”. 《코믹 나탈리》. 나타샤. 2023년 2월 9일. 2023년 2월 9일에 확인함.
18. ↑  “伊藤美来さんの11thシングル「点と線」が10月11日に発売！ TVアニメ『星屑テレパス』のオープニング主題歌に決定&コメントが到着”. 《애니메이트 타임즈》 (애니메이트). 2023년 8월 9일. 2023년 8월 9일에 확인함.
19. ↑  “サンドリオン、2ndシングル『天体図』リリース アニメ『星屑テレパス』で主題歌初担当”. 《리얼사운드》 (blueprint). 2023년 8월 9일. 2023년 8월 9일에 확인함.
20. ↑  “TVアニメ『星屑テレパス』の第9話挿入歌「spektro」が12月5日より各音楽配信サービスにて配信スタート！”. 《PR TIMES》 (PR TIMES). 2023년 12월 4일. 2023년 12월 5일에 확인함.
21. ↑  “AKB48×テレビ東京のドラマOA、宇宙を題材にしたマンガ「星屑テレパス」を実写化”. 《映画ナタリー》. ナターシャ. 2024년 3월 17일. 2024년 3월 17일에 확인함.